# Apologia David
Apologia David, noto anche come De apologia prophetae David (Apologia del profeta Davide), è un'opera di Ambrogio di Milano, dottore della Chiesa, scritta intorno al 390; appartiene al gruppo delle opere oratorie ed esegetiche ambrosiane.
L'opera è un commento all'episodio dell'adulterio del Re Davide, narrato nella Bibbia nel secondo libro di Samuele.